# Night Work
Night Work è il terzo album della band statunitense Scissor Sisters, pubblicato il 28 giugno 2010, preceduto dal singolo Fire with Fire uscito il 20 giugno 2010.
Il cantante del gruppo Jake Shears, ha confermato che l'uscita dell'album era prevista per il 2009, dopo 18 mesi di lavoro, però, le canzoni furono sottoposte a un'ulteriore modifica dal produttore dell'album Stuart Price ritardandone così l'uscita.
La copertina dell'album è uno scatto del celebre fotografo Robert Mapplethorpe e ritrae il fondoschiena del ballerino classico Peter Reed, deceduto nel 1986. Proprio per l'esplicità dell'immagine vari social network, tra cui Facebook, hanno censurato i banner pubblicitari, acquistati dalla Universal Music per la promozione.

## Tracce
1. Night Work (Hoffman/Sellards/Price)
2. Whole New Way (Hoffman/Sellards/Price)
3. Fire with Fire (Hoffman/Sellards/Price)
4. Any Which Way (Hoffman/Sellards/Lynch/Price)
5. Harder You Get (Hoffman/Sellards/Price)
6. Running Out (Hoffman/Sellards/Santi White)
7. Something Like This
8. Skin This Cat (Hoffman/Lynch)
9. Skin Tight (Hoffman/Sellards/Price)
10. Sex and Violence
11. Night Life (Hoffman/Sellards/Lynch/Price)
12. Invisible Light

## Formazione
- Jake Shears – voce, piano
- Babydaddy – basso, voce, chitarra
- Ana Matronic – voce
- Del Marquis – chitarra, basso
- Randy Real – batteria, percussioni